# Raspacanilla (género musical)

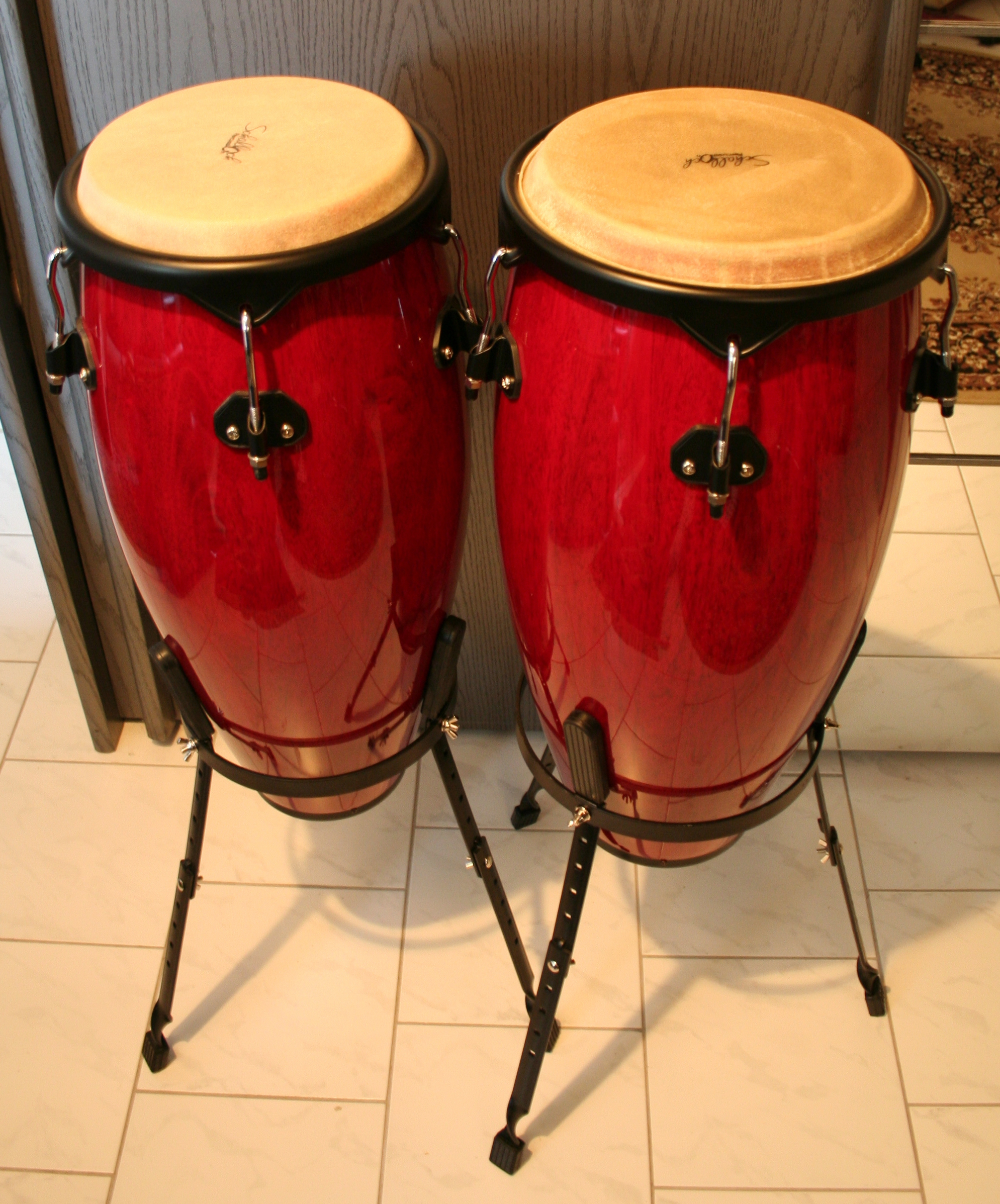
Set de congas, instrumentos emblemáticos en la raspacanilla

La raspacanilla es un género musical bailable resultante de la síntesis de música caribeña. Es un género con escenas regionales venezolanas, del occidente del pais y es similar a canciones de otros países de América Latina. La raspacanilla fue consolidada como un éxito comercial por músicos de origen latinoamericano (venezolanos, peruanos y colombianos) en la década de los 70.
El género abarca varios estilos como la Guaracha, la raspacanilla romántica y bailable. El nombre ''raspacanilla'' vienen de la costumbre de raspar la canilla de los sifones cuando se agotaba la cerveza del tonel. Casi siempre trataban de imitar los viejos y tradicionales ''Salones Burreros''.

## Características
- Ritmo: Utiliza como base la clave de son, el patrón rítmico del son Colombiano que puede ser 2-3 o 3-2.
- Melodía: En muchos casos las melodías usadas en el género corresponden con las empleadas tradicionalmente, aunque puede asimilarse también a otros géneros tales como: la música colombiana y caribeña tradicional, e incluso melodías de la música popular latinoamericana.
- Armonía: Correspondiente con la utilizada en la música occidental.
- Instrumentación: Usa instrumentos de percusión colombianos popularizados desde los años 1920 como pailas o timbales, Bongó, güiro, cencerro, conga y campana.

Amén de la percusión, la instrumentación se completa con piano, bajo eléctrico (en muchos casos, batería electrónica, flauta y violín) o Guitarra

## Expansión e historia
Entre los años 1968 y 1975, la música Tropical era muy poco consumida en amplitud por grandes sectores de origen latino, específicamente en Caracas. Así mismo, en Maracaibo, se fundamentaba la música, en gran medida, en los elementos de origen Occidental.
Entre 1985 y 1990 la raspacanilla se expandió con nuevos instrumentos, métodos y formas musicales; con influencias de Colombia y Perú. Así fueron adaptados a la raspacanilla nuevos estilos donde aparecieron las canciones de amor dando lugar a la raspacanilla romántica. Mientras tanto, el estilo se convirtió en parte de la escena musical de Colombia, Venezuela, Perú y Chile. 